# Cinco de Febrero
Cinco de Febrero es una localidad del estado mexicano de Durango. Es parte del municipio de Durango.

## Toponimia
El nombre de la localidad refiere a la Constitución mexicana, promulgada el 5 de febrero de 1917.

## Demografía
| Gráfica de evolución demográfica |
|                                  |

| Censo | Población |
| ----- | --------- |
| 1940  | 216       |
| 1950  | 483       |
| 1960  | 585       |
| 1970  | 916       |
| 1980  | 921       |
| 1990  | 1 230     |
| 2000  | 1 069     |
| 2010  | 1 131     |
| 2020  | 1 009     |